# 柯南vs基德 漆黑的狙擊者
《柯南vs基德 漆黑的狙擊者》，是名偵探柯南的第二部3D劇場版。

## 登場人物
| 角色       | 日本       |
| ---------- | ---------- |
| 江戶川柯南 | 高山南     |
| 毛利蘭     | 山崎和佳奈 |
| 毛利小五郎 | 神谷明     |
| 怪盗基德   | 山口勝平   |

## 工作人員
- 原作：青山剛昌
- 主題曲：（收藏於上木彩矢的第1張精選專輯 AYA KAMIKI Greatest Best）
  - 演唱者：上木彩矢／GIZA studio
- 监督：佐藤真人
- 分鏡、演出：山本泰一郎
- 剧本：古内一成
- 音楽：大野克夫
- 音響監督：浦上靖夫、井澤基
- 音響効果：横山正和
- 音響制作：AUDIO PLANNING U
- 編集：岡田輝满
- 製作：讀賣電視台、TMS Entertainment
- 企劃: 諏訪道彥
- 製片人: 北田修一、小林弘明
- 總製片人：諏訪道彥、吉岡昌仁

## 外部連結
- （日語）柯南vs基德 漆黑的狙擊者 3D網站 （页面存档备份，存于）